# Seguro
Dá-se o nome de seguro (do latim "securus") a todo contrato pelo qual uma das partes, segurador, se obriga a indenizar a outra, segurado, em caso da ocorrência de determinado sinistro, em troca do recebimento de um prêmio de seguro.

## História do seguro
O seguro nasceu da necessidade do homem em controlar o risco. Existem indícios que já na Babilônia, 23 séculos antes de cristo, caravanas de cameleiros que cruzavam o deserto mutualizavam entre si os prejuízos com morte de animais. Na China antiga e no Império Romano também havia seguros rudimentares, através de associações que visavam ressarcir membros que tivessem algum tipo de prejuízo.
Os comerciantes chineses que se aventuravam a transportar as suas mercadorias instalando-as em débeis embarcações que desciam pelas correntezas dos grandes rios continentais e que, para evitar a ruína de alguns deles, distribuíam-nas de modo a que cada barco contivesse uma parte de cada comerciante, estavam aplicando o principio básico do seguro. Se uma embarcação naufragava, a perda correspondia a uma pequena parte dos bens de cada um. O mesmo se pode dizer dos comerciantes árabes, que para cruzar os desertos e lugares inóspitos distribuíam os seus bens entre várias caravanas e, dentro da mesma caravana, entre diversos camelos.
Com o Renascimento e a expansão marítima da época Mercantilismo a cobertura aos riscos ganhou nova importância. Tornaram-se comuns operações chamadas de Contrato de Dinheiro e Risco Marítimo que consistia num empréstimo dado a um navegador, e que previa uma cobrança maior no caso de sucesso da viagem e o perdão da dívida se a embarcação e a carga fossem perdidas. Foi em virtude dos seguros marítimos que se desenvolveu a gestão de risco na maior parte do mundo.
Essas formas pitorescas foram de extrema importância para garantir a segurança das mercadorias que circulavam por vias terrestres e marítimas. Nessa época o seguro ainda inspirava dúvidas com relação à integridade das “seguradoras” – que na verdade eram pessoas que assumiam os riscos.
Mas, o seguro foi criando força e conquistando credibilidade, e foi em Gênova, por volta de 1347, que o primeiro contrato de seguros foi escrito. Nele continha inúmeras cláusulas que garantiam ou isentavam os seguradores de pagarem as indenizações. As primeiras apólices são datadas de 11/07/1385 (Pisa/ Itália) e 10/07/1397 (Florença/ Itália). As apólices tornavam-se comuns no final do século XIV.
No século XVII, o mercado securitário se expandiu e ganhou novos produtos de cobertura terrestre, especialmente em decorrência do Grande Incêndio de Londres de 1666, que destruiu cerca de 25% da cidade.
Com a Revolução Industrial, o seguro acabou se tornando um item praticamente obrigatório em todas as áreas da atividade humana, afinal, os avanços tecnológicos, as atividades de alto risco e os novos meios de transportes podem causar prejuízos de proporções incalculáveis.
Todo esse crescimento da indústria, do comércio e dos meios de transporte, fez com que as empresas seguradoras também evoluíssem para acompanhar a demanda do mercado. Hoje existem seguradoras que controlam vultosos valores, contribuindo com a sociedade, na geração de empregos e com projetos de responsabilidade social.

### Seguros em Portugal
A História dos Seguros em Portugal remonta ao ano de 1293, quando o Rei D. Diniz – O Lavrador – estabeleceu a primeira forma de seguro, dedicada exclusivamente aos riscos marítimos. Foi celebrado um acordo entre os mercadores, em que estes procediam ao pagamento de certas quantias – o chamado Prémio – sobre as embarcações.
Em 1370 foram promulgadas as primeiras leis sobre seguros e cinco anos volvidos, D. Fernando I fixa por lei um pagamento de duas coroas por cento sobre o valor dos navios, e constituiu as bolsas no Porto e em Lisboa.
A Carta Régia de 15 de Outubro de 1529 vem criar o primeiro cargo ligado à embrionária atividade seguradora - o cargo de escrivão de seguros.
Em 1552 foi editado o livro de Pedro Santarém ou Pedro Santerna, que é um dos mais antigos tratados de seguros, denominado "Tractatus de Assecurationibus et Sponsionibus Mercatorum".
A Casa de Seguros de Lisboa, instituição que adquire as funções de Corretor de Seguros, foi criada por Alvará Régio em 1791 e ao mesmo tempo é permitida a criação de companhias de seguros privadas.
Ainda durante este ano de 1791 surge a primeira companhia de seguros portuguesa - a Companhia Permanente de Seguros.
Os próximos anos são os da generalização da criação de companhias de seguros portuguesas. Muitas delas ainda existem hoje, não de nome próprio, mas tendo dado origem às companhias de seguros atuais, através de fusões e aquisições.
A atividade das diversas companhias orientou-se inicialmente para a realização de seguros terrestres e de incêndio, alargando-se progressivamente a todas as áreas de seguros de Vida e Não-Vida.
O empreendedorismo privado que durante todos estes anos vigorou entre as seguradoras portuguesas, sofreu um interregno durante o período que se seguiu à Revolução dos Cravos, com a nacionalização das companhias pelo Decreto-Lei nº. 135-A/75, de 15 de Março.
Passado este período revolucionário, nos anos seguintes assistiu-se à reversão das nacionalizações e muitas seguradoras voltaram para os próprios grupos económicos privados que lhes tinham dado origem.
1982 é o ano da criação da APS – Associação Portuguesa de Seguradores e da alteração da denominação do organismo que tutela e supervisiona os seguros em Portugal, passando o Instituto Nacional de Seguros a ter a designação atual de ISP - Instituto de Seguros de Portugal.
A última década do século XX foi caraterizada pelo surgimento das chamadas seguradoras diretas ou seguradoras lowcost. A tendência continuou para a primeira década do século XXI, a par de várias fusões e aquisições, que moldaram o tecido segurador português.

### Seguros no Brasil
O seguro no Brasil desenvolveu-se com a vinda da Família Real Portuguesa e a abertura dos portos, em 1808, que intensificaram a navegação. A primeira empresa seguradora do país, a Companhia de Seguros Boa-Fé, surgiu no mesmo ano, com objetivo operar no seguro marítimo.
Neste período, a atividade seguradora era regulada pelas leis portuguesas. Somente em 1850, com a promulgação do "Código Comercial Brasileiro" (Lei n° 556, de 25 de junho de 1850) é que o seguro marítimo foi pela primeira vez estudado e regulado em todos os seus aspectos.
O advento do "Código Comercial Brasileiro" foi de fundamental importância para o desenvolvimento do seguro no Brasil, incentivando o aparecimento de inúmeras seguradoras, que passaram a operar não só com o seguro marítimo, expressamente previsto na legislação, mas, também, com o seguro terrestre. Até mesmo a exploração do seguro de vida, proibido expressamente pelo Código Comercial, foi autorizada em 1855, sob o fundamento de que o Código Comercial só proibia o seguro de vida quando feito juntamente com o seguro marítimo. Com a expansão do setor, as empresas de seguros estrangeiras começaram a se interessar pelo mercado brasileiro, surgindo, por volta de 1862, as primeiras sucursais de seguradoras sediadas no exterior.
Estas sucursais transferiam para suas matrizes os recursos financeiros obtidos pelos prêmios cobrados, provocando uma significativa evasão de divisas. Assim, visando proteger os interesses econômicos do País, foi promulgada, em 5 de setembro de 1895, a Lei n° 294, dispondo exclusivamente sobre as companhias estrangeiras de seguros de vida, determinando que suas reservas técnicas fossem constituídas e tivessem seus recursos aplicados no Brasil, para fazer frente aos riscos aqui assumidos.
Algumas empresas estrangeiras mostraram-se discordantes das disposições contidas no referido diploma legal e fecharam suas sucursais.
O mercado segurador brasileiro já havia alcançado desenvolvimento satisfatório no final do século XIX. Concorreram para isso, em primeiro lugar, o Código Comercial, estabelecendo as regras necessárias sobre seguros marítimos, aplicadas também para os seguros terrestres e, em segundo lugar, a instalação no Brasil de seguradoras estrangeiras, com vasta experiência em seguros terrestres.
Em 1939, foi criado pelo governo Vargas o Instituto de Resseguro do Brasil (Atual, IRB Brasil Re), com a atribuição de exercer o monopólio, quebrado em 2007, do resseguro no país. Em 1966 surgiu a Superintendência de Seguros Privados (SUSEP), para substituir Departamento Nacional de Seguros Privados e Capitalização como órgão oficial fiscalizador das operações de seguro, estabelecendo-se assim o Sistema Nacional de Seguros Privados.

### Seguros em Angola
Actividade de seguros surgiu em Angola em 1922, com a instalação de uma filial da Companhia de Seguros Ultramarina. Em 1948, foram criados os Serviços de fiscalização Técnica da Indústria de Seguros em Angola, tendo mais tarde evoluído para a então Inspecção de Crédito e Seguros.
No período colonial o Mercado de seguros angolano era explorado por um conjunto de 26 seguradoras, 20 das quais com mais de 50% de capital português e outras 15 Agências Gerais de companhias sedeadas em Portugal. A carteira global do mercado situava-se na altura à volta de um milhão de contos portugueses e o leque de garantias oferecidas era direccionado para a protecção da economia colonialista.
Com a independência de Angola, houve necessidade de revitalizar o mercado, o que acontece a 18 de Fevereiro de 1978 com a Fundação da Empresa Nacional de Seguros e Resseguros de Angola, na altura sob forma jurídica de U.E.E, hoje transformada em Sociedade Anónima.
Durante o período de 1978 a 2000, A ENSA manteve-se numa situação de monopólio, altura em que Assembleia Nacional aprovou a Lei Geral de Actividade Seguradora, tendo se registado em seguida a entrada no mercado de mais 6 seguradoras.
Em 2009 é aprovada a Lei de base dos transportes que regula o seguro de responsabilidade civil automóvel obrigatório.
Em 2010 entrada em vigor do Seguro Automóvel de Responsabilidade Civil Obrigatória.
No âmbito das reformas estruturais do Ministério das Finanças, foi aprovado pelo Conselho de Ministro aos 30 de Janeiro de 1998, o Estatuto Orgânico do Ministério, com uma visão futurista de desenvolvimento dos serviços de finanças públicas. Este estatuto prevê entre outros o Instituto de Supervisão de Seguros.

## Classificação dos seguros
Os seguros são divididos em três categorias: Seguros de Pessoas (vida, acidentes pessoais, saúde), de Bens (incêndio, vidros, cascos, transportes, automóvel, roubo, lucros cessantes), e de Responsabilidade (crédito, fidelidade, responsabilidade civil).
No Brasil, a SUSEP definiu em 2003 nove grupos nos quais dividiu e classificou os ramos de seguro.
Para a contratação de um seguro é necessário que o negócio seja intermediado pelo Corretor de Seguros, devidamente habilitado. Para isso pergunte sempre o número da SUSEP de seu corretor de seguros. O Corretor de seguros é o responsável legal e lhe representa diante a Seguradora, defendendo seus interesses.

## Ramos de seguros
Os ramos de seguros se dividem basicamente pelo item segurado. Alguns são comumente contratados por pessoas físicas, outros por pessoas jurídicas, mas esta não é uma regra estrita.

### Seguros comuns para pessoas físicas
- Seguro de automóvel: Este seguro cobre perdas e danos ocorridos aos veículos terrestres automotores. Coberturas básicas: colisão, incêndio e roubo que podem ser contratadas separadamente ou agrupadas. Este seguro pode cobrir também prejuízos causados a terceiros (Responsabilidade Civil Facultativa de Veículos – RCF.V), Acidentes pessoais de Passageiros. Além disto, é possível contratar outras garantias, tais como: Assistência 24 hs, reposição de veículo em caso de acidente, proteção para vidros, lanternas, faróis e retrovisores, carro reserva e ainda, em alguns casos, saldo de financiamento (liquida o financiamento de seu veículo em caso de perda total). Seu custo varia de acordo com as características do carro. Atualmente existe uma enorme discussão sobre a criação de associações de proteção veicular que oferecem serviços parecidos com seguros. A SUSEP (Superintedência de Seguros Privados) considera a atividade ilegal, pois não é regulamentada; mas alguns doutrinadores possuem posicionamento contrário, já que a Constituição Federal, em seu artigo 5º, garante o direito à livre associação.[6] A questão ainda está sendo analisada pela jurisprudência pátria. Em Portugal, o seguro automóvel mais abrangente – chamado seguro contra todos os riscos ou seguro de danos próprios – pode proteger o segurado de eventualidades como catástrofes naturais, roubo ou furto, danos próprios, incêndio, vandalismo, quebra isolada de vidros e assistência em viagem alargada [7], sendo que o valor venal do veículo e a franquia[8] acordada na contratação do seguro ditam sobremaneira quer o custo do seguro quer o valor indemnizatório que a seguradora pagará ao segurado em caso de sinistro [9].    
  - Seguro obrigatório de automóveis (DPVAT): Este seguro é um seguro de responsabilidade civil obrigatório, pago anualmente pelo proprietário de automóvel juntamente com o IPVA. Este seguro visa indenizar vítimas de veículos automotores de via terrestre, não importando quantas estiverem envolvidas em um mesmo acidente. Independente da apuração dos culpados.
- Seguro de bicicleta: Este seguro cobre furtos e roubos de veículo a propulsão humana de duas rodas.[10]
- Seguro de vida: Este seguro garante ao beneficiário ou ao próprio segurado um capital ou renda determinada no caso de morte, ou no caso do segurado sobreviver em um prazo convencionado. Mediante coberturas adicionais, pode cobrir invalidez permanente e também, em certos casos, acidentes ou situações de desemprego.[11] Este seguro opera em duas modalidades: seguro de vida individual e seguro de vida em grupo. Em Portugal, os seguros de vida são essenciais no acesso ao crédito habitação[12], embora não sejam obrigatórios por lei. No entanto, não só ajudam os bancos a proteger os seus créditos, como também os familiares do titular do empréstimo em caso de morte ou invalidez.
- Seguro saúde: Objetiva garantir o reembolso das despesas médico-hospitalares, dentro dos limites estabelecidos na apólice, decorrentes de acidentes ou doenças, efetuados pelo segurado titular e respectivo dependentes. O segurado tem livre escolha dos serviços médicos. O seguro de saúde varia nas coberturas, mas geralmente pode abranger Assistência Médica, Urgências, Hospitalização, Ambulatório, Segunda Opinião Médica e Check-up. Opcionalmente pode ainda dar direito a Medicamentos, Parto, Tratamentos Dentários, Próteses e Ortóteses e Doenças Graves.[13]
- Seguro viagem: Tem por finalidade cobrir custos relacionados a doenças ou acidentes durante viagens. É válido durante um período pré-determinado escolhido no momento da compra do seguro e começa a vigorar a partir do início da vigência desde que o assegurado esteja no aeroporto ou pelo menos 100 km de distância de sua residência. As coberturas variam de acordo com a seguradora e o plano, a maioria dos seguros oferecem cobertura em caso de doença e acidentes, porém é muito comum os planos oferecerem outras coberturas, como bagagem, atraso de voo, concierge, fiança e outros. Brasileiros viajando para Europa devem contratar obrigatoriamente uma cobertura de no mínimo 30 mil Euros de acordo com exigências do tratado de Schengen, em caso de não apresentação do voucher (comprovante do seguro) a entrada pode ser negada.A utilidade do seguro de viagem prende-se, por exemplo, com os custos inerentes a uma evacuação de emergência médica cujos valores podem chegar aos $100,000.[14]
- Seguro de responsabilidade civil: Cobre indenizações por danos realizados contra outrem, pelo segurado ou por terceiros tutelados ou sob sua responsabilidade.
- Seguro prestamista: O Seguro Prestamista objetiva o pagamento de prestações ou a quitação do saldo devedor de bens ou planos de financiamento adquiridos pelo segurado, em caso de morte, invalidez permanente, invalidez temporária. Este seguro configura-se como uma proteção financeira para empresas que vendem a crédito, bem como ao segurado que fica livre da responsabilidade em caso de sinistro.
- Seguro aeronáutico': O seguro Aeronáutico garante cobertura para os riscos do transporte aéreo, isto é, os danos causados, os reembolsos de despesas e as responsabilidades legais, os quais o Segurado venha a ser obrigado a pagar em virtude da utilização da aeronave segurada.

### Seguros comuns para pessoas jurídicas
- Seguro incêndio: Este seguro oferece cobertura para danos causados por incêndio, queda de raios e explosão causada por gás. Legalmente obrigatório para as pessoas jurídicas.
- Seguro de roubo: Este seguro tem por finalidade básica garantir indenização por prejuízos consequentes de roubo e/ou furto qualificado.
- Seguro de crédito: apólice de seguro contratada principalmente por empresas com o objetivo de assegurar o valor total ou parte das negociações, contra o risco de inadimplência de pagamentos
- Seguro agrícola: oferece cobertura contra perdas físicas da lavoura, geralmente decorrente de intempéries como chuva, seca, granizo etc.[15]
- Seguro de condomínio: Este seguro oferece cobertura para danos causados por incêndio, raio, explosão e outras coberturas, para condomínios verticais e horizontais. Trata-se de seguro obrigatório no Brasil.
- Seguro de Riscos de Engenharia: O seguro de riscos de engenharia tem o objetivo de garantir ao construtor, indenização dos prejuízos causados por acidentes (eventos súbitos e imprevistos, na linguagem do seguro) durante execução das obras civis, instalação e montagem de máquinas e equipamentos, e quebra (acidental e repentina) de equipamentos de produção. exemplo: um seguro na europa)
- Seguro de Riscos de Petróleo: O seguro de Riscos de Petróleo garante cobertura para bens, equipamentos e responsabilidade civil, decorrente dos riscos ligados às operações de prospecção, perfuração e produção de petróleo e/ou gás, em terra ("on shore") e no mar ("off shore").
- Seguro garantia: Este seguro tem por objetivo garantir o fiel cumprimento das obrigações assumidas pelo agente tomador perante o ente segurado. Pode ser utilizado, por exemplo, para processos judiciais ou administrativos, licitações, ou prestações de serviços. [16]

## Seguros pela Internet
Algumas seguradoras já disponibilizam sistemas próprios para cálculo e contratação de seguros pela Internet. Outras iniciativas partem de grandes corretoras que também possuem sistemas integrados às seguradoras para contratação online. Nos EUA e Europa 7% dos seguros são comercializados pela internet, principalmente através de sites de brokers que comparam os produtos de várias seguradoras.

## Contratação de seguros
Para contratação de seguros no Brasil é exigida a intermediação de um corretor de seguros habilitado, que é uma pessoa especializada, com os conhecimentos necessários para orientar o segurado sobre quais seguros contratar, com quais coberturas e com quais limites. O corretor é um representante do segurado e não tem vínculo com as seguradoras, por esta razão, um mesmo corretor é capaz de oferecer seguro de diversas seguradoras.. A necessidade do intermediário remete ao problema de conflitos de interesse entre a seguradora e o cliente (a seguradora é uma instituição financeira que visa lucro, e portanto pode não esclarecer pontos importantes para o pagamento da indenização, por exemplo).
Nos dias de hoje, com o avanço da tecnologia, novas formas de contratação de seguro vem sendo oferecidas para os clientes, seguro por demanda, por hora, através de app, e sem intervenção humana. Esse avanço está gerando uma revolução no mercado de seguros, fazendo com que todos se movimentem e contribuam para o avanço da industrialização.
O nome Open Insurance surgiu, e novos modelos de negócios e startups estão movimentando o mercado. O próprio oferecimento de troca de bateria, troca de pneu, chaveiro, guincho pelo app, entre outros serviços, são a atração e a movimentação mais atual neste mercado de seguros. Tanto nos EUA como na Europa, essas comercializações de serviços open contribuem para que os clientes comprem os serviços das seguradoras, e também optem por adquirir de outras empresas, o que antes só era oferecido pelas seguradoras.